# Serge Tabekou
Serge Tabekou (Yaoundé, 15 ottobre 1996) è un calciatore camerunese, attaccante del Tirana.

## Carriera

### Nazionale
Tra il 2020 ed il 2021 ha totalizzato complessivamente 5 presenze ed una rete con la maglia della nazionale camerunese.

## Statistiche

### Cronologia presenze e reti in nazionale
| Cronologia completa delle presenze e delle reti in nazionale ― Camerun | Cronologia completa delle presenze e delle reti in nazionale ― Camerun | Cronologia completa delle presenze e delle reti in nazionale ― Camerun | Cronologia completa delle presenze e delle reti in nazionale ― Camerun | Cronologia completa delle presenze e delle reti in nazionale ― Camerun | Cronologia completa delle presenze e delle reti in nazionale ― Camerun | Cronologia completa delle presenze e delle reti in nazionale ― Camerun | Cronologia completa delle presenze e delle reti in nazionale ― Camerun |
| Data                                                                   | Città                                                                  | In casa                                                                | Risultato                                                              | Ospiti                                                                 | Competizione                                                           | Reti                                                                   | Note                                                                   |
| ---------------------------------------------------------------------- | ---------------------------------------------------------------------- | ---------------------------------------------------------------------- | ---------------------------------------------------------------------- | ---------------------------------------------------------------------- | ---------------------------------------------------------------------- | ---------------------------------------------------------------------- | ---------------------------------------------------------------------- |
| 9-10-2020                                                              | Utrecht                                                                | Giappone                                                               | 0 – 0                                                                  | Camerun                                                                | Amichevole                                                             | -                                                                      | 76’                                                                    |
| 12-11-2020                                                             | Douala                                                                 | Camerun                                                                | 4 – 1                                                                  | Mozambico                                                              | Qual. Coppa d'Africa 2021                                              | -                                                                      | 78’                                                                    |
| 16-11-2020                                                             | Maputo                                                                 | Mozambico                                                              | 0 – 2                                                                  | Camerun                                                                | Qual. Coppa d'Africa 2021                                              | 1                                                                      | 61’                                                                    |
| 26-3-2021                                                              | Praia                                                                  | Capo Verde                                                             | 3 – 1                                                                  | Camerun                                                                | Qual. Coppa d'Africa 2021                                              | -                                                                      | 64’                                                                    |
| 30-3-2021                                                              | Yaoundé                                                                | Camerun                                                                | 0 – 0                                                                  | Ruanda                                                                 | Qual. Coppa d'Africa 2021                                              | -                                                                      | 83’                                                                    |
| Totale                                                                 |                                                                        | Presenze                                                               | 5                                                                      |                                                                        | Reti                                                                   | 1                                                                      |                                                                        |

## Palmarès

### Club

#### Competizioni nazionali
- Campionato belga: 1

Gent: 2014-2015
- Supercoppa del Belgio: 1

Gent: 2015